# Gustav von Wick
Carl Wilhelm Hans Friedrich Ludwig Gustav von Wick (* 27. Januar 1821 in Wathlingen; † 18. Juli 1899 in Hannover) war ein deutscher Verwaltungsbeamter. Er gehörte zu der hannoverschen Linie des 1764 durch die Kaiserin-Königin Maria Theresia nobilitierten Adelsgeschlechts Wick.

## Leben
Gustav II. von Wick war ein Sohn des  K. Würtembergischen Kammerherrn und Stabsrittmeisters, nachher K. Hannoverschen Kapitäns Gustav I. von Wick (1789–1830). Er studierte Rechtswissenschaften an der Georg-August-Universität Göttingen und wurde dort 1840 Mitglied des Corps Lunaburgia Göttingen. Nach dem Studium trat er in den Staatsdienst des Königreichs Hannover. Er war ab 1852 Polizeidirektor in Clausthal-Zellerfeld und ab 1865 Amtmann in Weener. Nach der Annexion Hannovers durch Preußen wurde er Beamter im preußischen Staatsdienst in der Provinz Hannover. Als Amtshauptmann in Fürstenau war er von 1877 bis 1881 kommissarisch Amtmann des Amts Bersenbrück und Kreishauptmann des (Steuer-)Kreises Bersenbrück. 1885 wurde er zum Landrat des Kreises Zeven ernannt. Das Amt hatte er bis 1887 inne. Als Landrat a. D. lebte er in Hannover.